# Moncheaux
Moncheaux település Franciaországban, Nord megyében. Lakosainak száma 1683 fő (2022. január 1.). Moncheaux Mons-en-Pévèle, Leforest, Thumeries, Faumont és Raimbeaucourt községekkel határos.

## Népesség
A település népességének változása:
| Lakosok száma | 1446 | 1486 | 1530 | 1536 | 1583 | 1632 | 1723 | 1703 | 1683 |
|               | 2013 | 2015 | 2016 | 2017 | 2018 | 2019 | 2020 | 2021 | 2022 |